# Myles Lewis-Skelly
Myles Anthony Lewis-Skelly  (Islington, 26 september 2006) is een Engels voetballer die bij voorkeur als defensieve middenvelder speelt. Hij stroomde in 2024 door vanuit de jeugdopleiding van Arsenal. Lewis-Skelly debuteerde in maart 2025 in het Engels voetbalelftal.

## Clubcarrière
Lewis-Skelly is altijd supporter geweest van Arsenal en belandde in mei 2015 op achtjarige leeftijd in de jeugdopleiding van die club na proefperioden bij Chelsea en Tottenham Hotspur. In de jeugdopleiding van Arsenal raakte hij bevriend met Ethan Nwaneri. Ondertussen volgde hij onderwijs bij Aldenham School, waarbij hij de vakken Spaans en Engels het interessantst vond. Lewis-Skelly tekende bij Arsenal zijn eerste profcontract op 5 oktober 2023. Op 22 september 2024 debuteerde hij in het profvoetbal, bij een 2–2 gelijkspel in de Premier League tegen Manchester City als vervanger van Jurriën Timber. Die dag werd hij de eerste speler in de Premier League die vóór zijn debuut een gele kaart kreeg. Op 1 oktober debuteerde hij ook in het Europees clubvoetbal, als late invaller voor Bukayo Saka bij een 2–0 zege op Paris Saint-Germain in de UEFA Champions League. Lewis-Skelly kreeg op 25 januari 2025 zijn eerste rode kaart voor een overtreding op Matt Doherty bij een 0–1 overwinning in de competitie tegen Wolverhampton Wanderers. Na controverse werd zijn schorsing van drie wedstrijden echter opgeheven door de Engelse voetbalbond. Lewis-Skelly maakte in het daaropvolgende competitieduel zijn eerste doelpunt in het profvoetbal, bij een 5–1 overwinning tegen Manchester City op 2 februari 2025. Op 22 februari 2025 kreeg hij wederom een rode kaart, bij een 0–1 competitienederlaag tegen West Ham United. Lewis-Skelly speelde in de jeugdopleiding als middenvelder, maar werd in zijn eerste seizoen in het eerste elftal door trainer Mikel Arteta voornamelijk als linksachter gebruikt.

## Clubstatistieken
| Seizoen         | Club            | Competitie      | Competitie | Competitie | Beker | Beker | Continentaal | Continentaal | Totaal | Totaal |
| Seizoen         | Club            | Competitie      | Wed.       | Dlp.       | Wed.  | Dlp.  | Wed.         | Dlp.         | Wed.   | Dlp.   |
| --------------- | --------------- | --------------- | ---------- | ---------- | ----- | ----- | ------------ | ------------ | ------ | ------ |
| 2024/25         | Arsenal         | Premier League  | 17         | 1          | 6     | 0     | 8            | 0            | 31     | 1      |
| Carrière totaal | Carrière totaal | Carrière totaal | 17         | 1          | 6     | 0     | 8            | 0            | 31     | 1      |

Bijgewerkt t/m 17 april 2025.

## Interlandcarrière
Lewis-Skelly speelde voor diverse Engelse jeugdteams. In mei 2023 nam hij deel aan het EK onder 17 van 2023 in Hongarije. Hij kwam in vier wedstrijden in actie en scoorde in het groepsduel tegen Nederland. Engeland werd in de kwartfinales uitgeschakeld door Frankrijk en won vervolgens een play-off tegen Zwitserland, waarmee het zich plaatste voor het WK onder 17 in Indonesië van datzelfde jaar. Op dat toernooi kwam Lewis-Skelly alle vier de wedstrijden in actie. Engeland werd in de achtste finales uitgeschakeld door Oezbekistan.
Lewis-Skelly werd op 14 maart 2025 door bondscoach Thomas Tuchel voor het eerst opgeroepen voor het Engels voetbalelftal, voor WK-kwalificatiewedstrijden tegen Albanië en Letland. Hij scoorde bij zijn debuut tegen Albanië op 21 maart 2025, waarmee hij bijdroeg aan een 2–0 overwinning. Op een leeftijd van 18 jaar en 176 dagen overtrof hij Marcus Rashford als jongste speler die scoorde bij zijn debuut voor Engeland.
| Interlands van Myles Lewis-Skelly voor Engeland | Interlands van Myles Lewis-Skelly voor Engeland | Interlands van Myles Lewis-Skelly voor Engeland | Interlands van Myles Lewis-Skelly voor Engeland | Interlands van Myles Lewis-Skelly voor Engeland | Interlands van Myles Lewis-Skelly voor Engeland |
| №                                               | Datum                                           | Wedstrijd                                       | Uitslag                                         | Competitie                                      | Goals                                           |
| ----------------------------------------------- | ----------------------------------------------- | ----------------------------------------------- | ----------------------------------------------- | ----------------------------------------------- | ----------------------------------------------- |
| 1                                               | 21 maart 2025                                   | Engeland – Albanië                              | 2 – 0                                           | Kwalificatie WK 2026                            | 20'                                             |
| 2                                               | 24 maart 2025                                   | Engeland – Letland                              | 3 – 0                                           | Kwalificatie WK 2026                            |                                                 |

Bijgewerkt t/m 24 maart 2025.

## Persoonlijk
Lewis-Skelly's moeder, Marcia Lewis, helpt andere ouders van jonge voetballers. Lewis-Skelly zelf werd in de jeugdopleiding van Arsenal door Per Mertesacker een rolmodel genoemd voor de manier waarop hij andere jeugdspelers hielp. Tijdens zijn jeugdjaren bij Arsenal volgde hij onderwijs bij Aldenham School, waarbij hij de vakken Spaans en Engels het interessants vonden. Rondom het EK onder 17 van 2023 maakte hij zijn examens voor zijn GCSE-diploma. Vervolgens studeerde hij voor zijn A-level voor zowel Spaans als bedrijfsstudies.